# Seleção Grega de Futebol
A Seleção Grega de Futebol representa a Grécia nas competições de futebol da FIFA. O seu maior título veio em 2004, quando surpreendeu o mundo ao vencer a Eurocopa, ganhando de Portugal na final, em Lisboa, depois de ter eliminado Espanha, França e República Tcheca.
Manda seus jogos no Estádio Agia Sophia.

## Dados da Seleção

### Ranking da FIFA
- Código FIFA: GRE
  - Posição no ranking da FIFA: 52
- Melhor colocação no ranking: 8º
- Pior colocação no ranking: 66º

### Ranking Elo

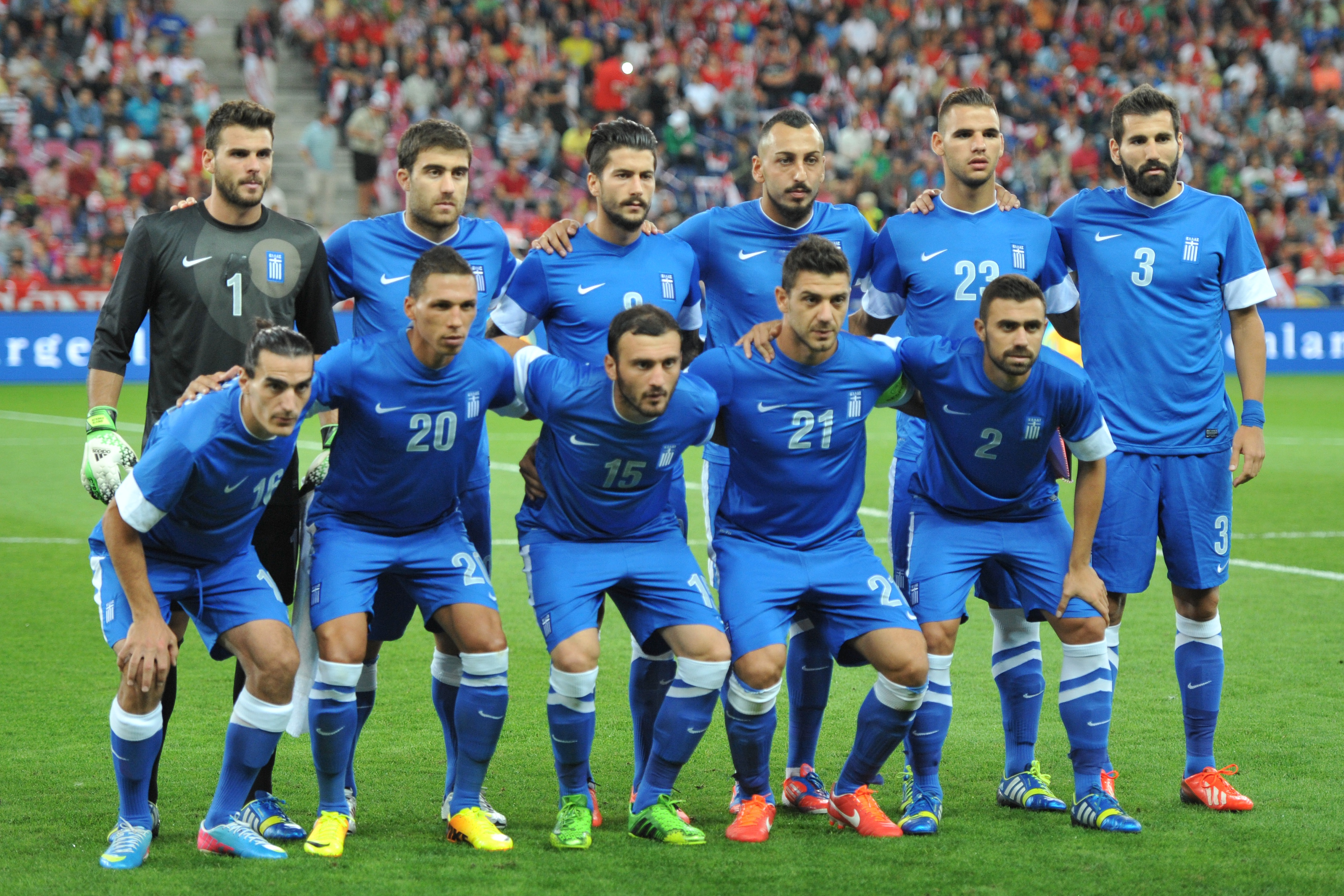
Seleção Grega de Futebol.

- Posição atual: 23º
- Melhor posição: 7º
- Pior posição: 78ºSeleção Grega de Futebol.

## História da seleção da Grécia
A seleção grega poderia ter protagonizado um acontecimento no mínimo curioso na copa de 1934 na Itália. Acontece que na época todas seleções inscritas tiveram que disputar jogos eliminatórios para apontar os 16 classificados, ou seja,  as primeiras  eliminatórias, inclusiva a anfitriã Itália que jogou contra os gregos em Roma dias antes da copa valendo vaga para disputar a mesma.  Os italianos venceram por 4x0 e foram ao mundial.  Mas se caso os gregos tivessem vencido poderíamos ter uma copa sem um país sede disputando o torneio.
A seleção grega conquistou em 2004 seu primeiro título, ao ganhar o Campeonato Europeu de Futebol, disputado em Portugal, vencendo a seleção portuguesa. A equipe, treinada pelo alemão Otto Rehhagel, derrotou a equipe lusitana por 1 a 0 na final, com gol de Angelos Charisteas. A Grécia tornou-se conhecida pelo forte esquema defensivo, jogando na defesa e saindo em rápidos contra-ataques surpreendendo assim tudo e a todos. Seguidamente, a Grécia não conseguiu qualificar-se para a Copa do Mundo FIFA de 2006. Apesar de ter participado apenas três vezes da Copa do Mundo (em 1994, 2010 e 2014), a seleção grega, em todas as eliminatórias europeias, fica muito perto da classificação, faltando apenas 1 ou 2 pontos, ou vencido no saldo de gols.
Nas Eliminatórias para a Copa de 2010, a Grécia foi sorteada no Grupo, juntamente com Israel, Suíça, Moldávia, Letônia e Luxemburgo. Acabou terminando a fase de grupos na segunda colocação, assim, classificando-se para a Segunda Fase e conseguindo a vaga contra a Ucrânia.
Na Copa do Mundo, conseguiu sua primeira vitória e os primeiros gols em copa, consequentemente, mas perdeu os outros dois jogos, e deu adeus à competição logo na primeira fase.
A Grécia classificou-se para sua terceira Copa do Mundo em 2014 e conseguiu a inédita classificação para as oitavas de final da competição ao vencer a Costa do Marfim por 2 a 1, porém foi eliminada na fase seguinte pela Costa Rica nos pênaltis.

## Títulos

### Títulos oficiais
| CONTINENTAIS | CONTINENTAIS | CONTINENTAIS | CONTINENTAIS |
|              | Competição   | Vezes        | Ano          |
| ------------ | ------------ | ------------ | ------------ |
|              | Eurocopa     | 1            | 2004         |

### Títulos não-oficiais
| Torneios amistosos | Torneios amistosos                   | Torneios amistosos | Torneios amistosos |
|                    | Competição                           | Vezes              | Ano                |
| ------------------ | ------------------------------------ | ------------------ | ------------------ |
| Estados Unidos     | Torneio Internacional Road to Brazil | 1                  | 2014               |

## Uniformes

### Uniformes atuais
- 1º - Camisa estampada em branco e azul, calção e meias brancas;
- 2º - Camisa azul, calção e meias azuis;
- 3º - Camisa branca, calção e meias brancas.

| 1º Uniforme | 2º Uniforme | 3º Uniforme |

### Uniformes dos goleiros
- Camisa preta, calções e meias pretas;
- Camisa amarela, calções e meias amarelas;
- Camisa laranja, calções e meias laranjas.

| Cores do Time · Cores do Time · Cores do Time · Cores do Time · Cores do Time | Cores do Time · Cores do Time · Cores do Time · Cores do Time · Cores do Time | Cores do Time · Cores do Time · Cores do Time · Cores do Time · Cores do Time |  |

### Uniformes de treino
- Camisa azul, calção azul e meias brancas;
- Camisa preta, calção e meias pretas.

| Jogadores | C. Técnica |

### Uniformes anteriores
- 2013

| Primeiro | Segundo |

- 2012

| Primeiro | Segundo |

- 2010

| Primeiro | Segundo |

- 2008

| Primeiro | Segundo |

- 2006

| Primeiro | Segundo |

- 2004

| Primeiro | Segundo |

### Material esportivo
| Fornecedor     | Período       |
| -------------- | ------------- |
| Nenhum         | 1920–?        |
| Asics          | 1980–1981     |
| Puma           | 1982–1987     |
| Adidas         | 1988–1989     |
| Asics          | 1989–1991     |
| Diadora        | 1991–1998     |
| Lotto          | 1998–2001     |
| Le Coq Sportif | 2001–2003     |
| Adidas         | 2003–2012     |
| Nike           | 2013–presente |